# Ultra Violet (Light My Way)
"Ultra Violet (Light My Way)" é uma canção da banda de rock irlandesa U2 e a décima faixa do seu álbum Achtung Baby. Com tema aparente sobre amor e dependência, a música também presta a interpretações religiosas, com intuito dos ouvintes encontrarem alusões no Livro de Jó e escritas com significado espiritual em sua invocação do espectro de luz.
A composição e gravação da canção de incorporar dois elementos graves e descartáveis, em consonância com o resto de Achtung Baby. Apesar de não ser lançada como single, a canção apareceu em dois filmes e um empreendimento comercial do U2 foi nomeado depois dele. "Ultra Violet" desempenhou um papel de destaque durante os encores da banda na Zoo TV Tour (1992–1993) e U2 360° Tour (2009–2011).

## Gravação
"Ultra Violet (Light My Way)" começou com dois diferentes demos, um a chamar de "Ultra Violet" e "69" (que eventualmente evoluiu para o B-side "Lady with the Spinning Head") e uma demonstração arranjada alternadamente chamada de "Light My Way". Ao longo das sessões de gravações, a banda adicionou vários overdubs para a música, mas o produtor Brian Eno acreditava que essas adições tinha um impacto negativo sobre a canção. Eno ajudou o grupo na edição do baixo da música, e ele explicou sua assistência, tais como: "Eu entrar e dizer: A música se foi, tudo o que você gostou sobre esta música não está mais lá. Às vezes, por exemplo, a canção teria desaparecido sob camadas de overdubs".

## Performance ao vivo

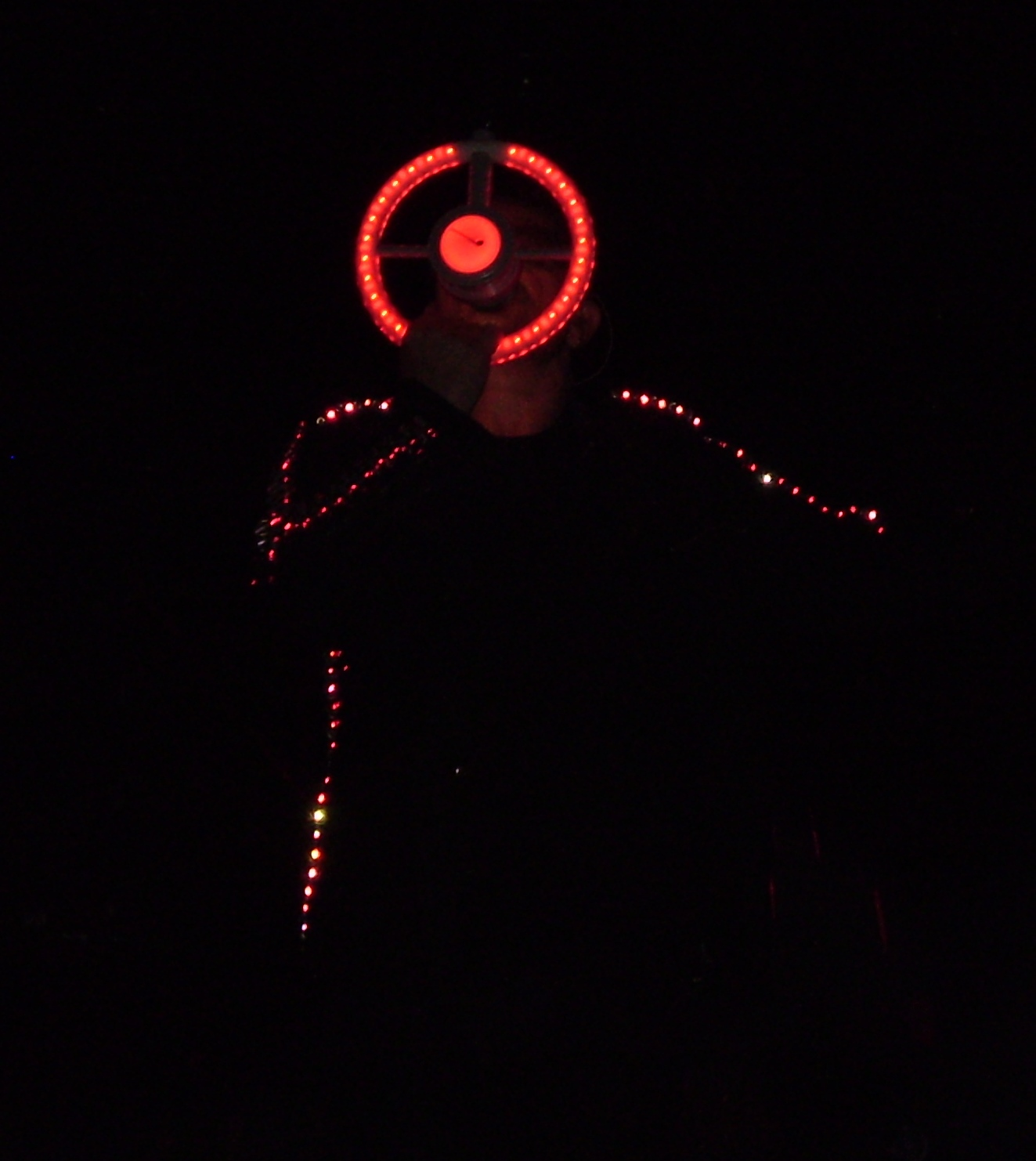
Atuações de "Ultra Violet" na 360° Tour; composto por Bono usando um laser embutido na jaqueta e cantando com um microfone incorporado a um volante brilhante pendurado acima.

Depois de aposentada durante as turnês Popmart Tour, Elevation Tour e Vertigo Tour, é revivida depois de uma década e meia mais tarde, com o lançamento da nova turnê do álbum No Line on the Horizon, a 360º Tour, em 30 de Junho de 2009, em Barcelona, onde foi novamente realizado como encore.
A banda adotou um modelo bem inovador durante a apresentação de "Ultra Violet", começando pela aparência de Bono, trajando uma jaqueta-laser em um palco escuro iluminado apenas por um "volante" em forma de microfone brilhante pendurado em cima do palco.
A banda também tocou a canção durante a sua aparição na televisão em Saturday Night Live em 26 de Setembro de 2009. Em um aspecto que evitou tanto os seus singles recentes e conhecidos sucessos, "Ultra Violet" foi jogado como terceiro número do grupo na turnê 360º Tour.